# ATP Challenger Series 2011
Los ATP Challenger Series son la segunda categoría en el tenis profesional masculino por detrás de los torneos del ATP Tour.
Los torneos de mayor dinero dentro de esta categoría (US$150.000 más hospitalidad) darán una suma de 125 puntos para el ranking de la ATP al ganador mientras que los de menor dinero (US$35.000) darán 75 puntos al ganador.

## Programa de torneos

### Clave
| ATP Challenger Tour Finales |
| Torneos Tretorn SERIE+      |
| Serie regular               |

## Enero
| 3 de enero  | Aberto de São Paulo 2011 São Paulo, Brasil Serie regular $100,000+H – Dura – 32S/32Q/16D Cuadro de individuales - Cuadro de dobles                               | Ricardo Mello 6–2, 6–1                               | Rafael Camilo                         |                              |                              |
| 3 de enero  | Aberto de São Paulo 2011 São Paulo, Brasil Serie regular $100,000+H – Dura – 32S/32Q/16D Cuadro de individuales - Cuadro de dobles                               | Franco Ferreiro André Sá 7–5, 7–6(12)                | Santiago González Horacio Zeballos    |                              |                              |
| 3 de enero  | Internationaux de Nouvelle-Calédonie 2011 Numea, Nueva Caledonia, Francia Serie Regular $75,000+H – Dura – 32S/10Q/16D Cuadro de individuales - Cuadro de dobles | Vincent Millot 7–6(6), 2–6, 6–4                      | Gilles Müller                         |                              |                              |
| 3 de enero  | Internationaux de Nouvelle-Calédonie 2011 Numea, Nueva Caledonia, Francia Serie Regular $75,000+H – Dura – 32S/10Q/16D Cuadro de individuales - Cuadro de dobles | Dominik Meffert Frederik Nielsen 7–6(4), 5–7, [10–5] | Flavio Cipolla Simone Vagnozzi        |                              |                              |
| 10 de enero | No hubo torneos programados. | No hubo torneos programados.                         | No hubo torneos programados.          | No hubo torneos programados. | No hubo torneos programados. |
| 17 de enero | No hubo torneos programados. | No hubo torneos programados.                         | No hubo torneos programados.          | No hubo torneos programados. | No hubo torneos programados. |
| 24 de enero | Intersport Heilbronn Open Heilbronn, Alemania Serie regular € 85,000+H – Dura (indoor) – 32S/32Q/16D Cuadro de individuales - Cuadro de dobles                   | Bastian Knittel 7–6(4), 7–6(5)                       | Daniel Brands                         |                              |                              |
| 24 de enero | Intersport Heilbronn Open Heilbronn, Alemania Serie regular € 85,000+H – Dura (indoor) – 32S/32Q/16D Cuadro de individuales - Cuadro de dobles                   | Jamie Delgado Jonathan Marray 6–1, 6–4               | Frank Moser David Škoch               |                              |                              |
| 24 de enero | Singapore ATP Challenger Singapur Serie regular € 50,000+H – Dura – 32S/32Q/16D                                                                                  | Dmitry Tursunov 6–4, 6–2                             | Lukáš Rosol                           |                              |                              |
| 24 de enero | Singapore ATP Challenger Singapur Serie regular € 50,000+H – Dura – 32S/32Q/16D                                                                                  | Scott Lipsky David Martin 5–7, 6–1, [10–8]           | Sanchai Ratiwatana Sonchat Ratiwatana |                              |                              |
| 24 de enero | Honolulu Challenger Honolulu, Estados Unidos Serie regular $50,000 – Dura – 32S/28Q/16D Cuadro de individuales - Cuadro de dobles                                | Ryan Harrison 6–4, 3–6, 6–4                          | Alex Kuznetsov                        |                              |                              |
| 24 de enero | Honolulu Challenger Honolulu, Estados Unidos Serie regular $50,000 – Dura – 32S/28Q/16D Cuadro de individuales - Cuadro de dobles                                | Ryan Harrison Travis Rettenmaier walkover            | Robert Kendrick Alex Kuznetsov        |                              |                              |
| 24 de enero | Seguros Bolívar Open Bucaramanga Bucaramanga, Colombia Serie regular $35,000+H – Tierra batida – 32S/18Q/16D Cuadro de individuales - Cuadro de dobles           | Éric Prodon 6–3, 4–6, 6–1                            | Fernando Romboli                      |                              |                              |
| 24 de enero | Seguros Bolívar Open Bucaramanga Bucaramanga, Colombia Serie regular $35,000+H – Tierra batida – 32S/18Q/16D Cuadro de individuales - Cuadro de dobles           | Juan Sebastián Cabal Robert Farah 6–1, 6–2           | Pablo Galdón Andrés Molteni           |                              |                              |
| 31 de enero | Kazan Kremlin Cup Kazán, Rusia Tretorn SERIE+ $75,000 – Dura (i) – 32S/30Q/16D                                                                                   | Marius Copil 6–4, 6–4                                | Andreas Beck                          |                              |                              |
| 31 de enero | Kazan Kremlin Cup Kazán, Rusia Tretorn SERIE+ $75,000 – Dura (i) – 32S/30Q/16D                                                                                   | Yves Allegro Andreas Beck 6–4, 6–4                   | Mijaíl Yelguin Aleksandr Kudriávtsev  |                              |                              |
| 31 de enero | McDonald's Burnie International Burnie, Australia Serie regular $50,000 – Dura – 32S/32Q/16D                                                                     | Flavio Cipolla walkover                              | Chris Guccione                        |                              |                              |
| 31 de enero | McDonald's Burnie International Burnie, Australia Serie regular $50,000 – Dura – 32S/32Q/16D                                                                     | Philip Bester Peter Polansky 6–3, 4–6, [14–12]       | Marinko Matosevic Jose Rubin Statham  |                              |                              |
| 31 de enero | Valle d'Aosta Open Courmayeur, Italia Serie regular $30,000+H – Dura (i) – 32S/30Q/16D                                                                           | Nicolas Mahut 7–6(4), 6–4                            | Gilles Müller                         |                              |                              |
| 31 de enero | Valle d'Aosta Open Courmayeur, Italia Serie regular $30,000+H – Dura (i) – 32S/30Q/16D                                                                           | Marc Gicquel Nicolas Mahut 6–3, 6–4                  | Olivier Charroin Alexandre Renard     |                              |                              |

## Febrero
| Semana        | Torneo | Campeón                                                | Finalista                            |
| ------------- | --- | ------------------------------------------------------ | ------------------------------------ |
| 7 de febrero  | Caloundra International Caloundra, Australia Serie regular $50,000 – Dura – 32S/32Q/16D                         | Grega Žemlja 7–6(4), 6–3                               | Bernard Tomic                        |
| 7 de febrero  | Caloundra International Caloundra, Australia Serie regular $50,000 – Dura – 32S/32Q/16D                         | Matthew Ebden Samuel Groth 6–3, 3–6, [10–1]            | Pavol Červenák Ivo Klec              |
| 7 de febrero  | Internazionali Trismoka Bérgamo, Italia Serie regular $42,500+H – Dura (i) – 32S/32Q/16D                        | Andreas Seppi 3–6, 6–3, 6–4                            | Gilles Müller                        |
| 7 de febrero  | Internazionali Trismoka Bérgamo, Italia Serie regular $42,500+H – Dura (i) – 32S/32Q/16D                        | Frederik Nielsen Ken Skupski walkover                  | Mijaíl Yelguin Aleksandr Kudriávtsev |
| 7 de febrero  | Open EuroEnergie de Quimper Quimper, Francia Serie regular $30,000+H – Dura (i) – 32S/32Q/16D                   | David Guez 6–2, 4–6, 7–6(5)                            | Kenny de Schepper                    |
| 7 de febrero  | Open EuroEnergie de Quimper Quimper, Francia Serie regular $30,000+H – Dura (i) – 32S/32Q/16D                   | James Cerretani Adil Shamasdin 6–3, 5–7, [10–5]        | Jamie Delgado Jonathan Marray        |
| 14 de febrero | Morocco Tennis Tour – Meknes Meknes, Marruecos Serie regular $30,000+H – Tierra batida – 32S/32Q/16D            | Jaroslav Pospíšil 6–1, 3–6, 6–3                        | Guillermo Olaso                      |
| 14 de febrero | Morocco Tennis Tour – Meknes Meknes, Marruecos Serie regular $30,000+H – Tierra batida – 32S/32Q/16D            | Treat Conrad Huey Simone Vagnozzi 6–1, 6–2             | Alessio di Mauro Alessandro Motti    |
| 21 de febrero | Morocco Tennis Tour – Casablanca Casablanca, Marruecos Serie regular $30,000+H – Tierra batida – 32S/32Q/16D    | Yevgueni Donskoi 2–6, 6–3, 6–3                         | Alessio di Mauro                     |
| 21 de febrero | Morocco Tennis Tour – Casablanca Casablanca, Marruecos Serie regular $30,000+H – Tierra batida – 32S/32Q/16D    | Guillermo Alcaide Adrián Menéndez 6–2, 6–1             | Leonardo Tavares Simone Vagnozzi     |
| 21 de febrero | Volkswagen Challenger Wolfsburgo, Alemania Serie regular $30,000+H – Carpeta (i) – 32S/32Q/16D                  | Ruben Bemelmans 6–7(8), 6–4, 6–4                       | Dominik Meffert                      |
| 21 de febrero | Volkswagen Challenger Wolfsburgo, Alemania Serie regular $30,000+H – Carpeta (i) – 32S/32Q/16D                  | Matthias Bachinger Simon Stadler 3–6, 7–6(3), [10–7]   | Dominik Meffert Frederik Nielsen     |
| 28 de febrero | Challenger of Dallas Dallas, EE. UU Serie regular $50,000+H – Dura (i)– 32S/32Q/16D                             | Alex Bogomolov, Jr. 7–6(5), 6–3                        | Rainer Schüttler                     |
| 28 de febrero | Challenger of Dallas Dallas, EE. UU Serie regular $50,000+H – Dura (i)– 32S/32Q/16D                             | Scott Lipsky Rajeev Ram 7–6(3), 6–4                    | Dustin Brown Björn Phau              |
| 28 de febrero | Challenger DCNS de Cherbourg Cherburgo-Octeville, Francia Serie regular $42,500+H – Dura (i)– 32S/32Q/16D       | Grigor Dimitrov 6–2, 7–6(4)                            | Nicolas Mahut                        |
| 28 de febrero | Challenger DCNS de Cherbourg Cherburgo-Octeville, Francia Serie regular $42,500+H – Dura (i)– 32S/32Q/16D       | Pierre-Hugues Herbert Nicolas Renavand 3–6, 6–4 [10–5] | Nicolas Mahut Édouard Roger-Vasselin |
| 28 de febrero | Challenger ATP de Salinas Diario Expreso Salinas, Ecuador Serie regular $35,000+H – Tierra batida – 32S/32Q/16D | Andrés Molteni 7–5, 7–6(4)                             | Horacio Zeballos                     |
| 28 de febrero | Challenger ATP de Salinas Diario Expreso Salinas, Ecuador Serie regular $35,000+H – Tierra batida – 32S/32Q/16D | Facundo Bagnis Federico del Bonis 6–2, 6–1             | Rogério Dutra da Silva João Souza    |

## Marzo
| Semana      | Torneo | Campeón                                                 | Finalista                                             |
| ----------- | --- | ------------------------------------------------------- | ----------------------------------------------------- |
| 7 de marzo  | Cachantún Cup Santiago, Chile Serie regular $35,000+H – Tierra batida (Roja) – 32S/32Q/16D                               | Máximo González 7–5, 0–6, 6–2                           | Éric Prodon                                           |
| 7 de marzo  | Cachantún Cup Santiago, Chile Serie regular $35,000+H – Tierra batida (Roja) – 32S/32Q/16D                               | Máximo González Horacio Zeballos 6–3, 6–4               | Guillermo Rivera-Aránguiz Cristóbal Saavedra-Corvalán |
| 7 de marzo  | All Japan Tennis Championships Kyoto, Japón Serie regular $35,000+H – Carpeta (i) – 32S/32Q/16D                          | Dominik Meffert 4–6, 6–4, 6–2                           | Cedrik-Marcel Stebe                                   |
| 7 de marzo  | All Japan Tennis Championships Kyoto, Japón Serie regular $35,000+H – Carpeta (i) – 32S/32Q/16D                          | Dominik Meffert Simon Stadler 7–5, 2–6, [10–7]          | Andre Begemann James Lemke                            |
| 7 de marzo  | BH Telecom Indoors Sarajevo, Bosnia y Herzegovina Serie regular €30,000+H – Dura (i) – 32S/32Q/16D                       | Amer Delić walkover                                     | Karol Beck                                            |
| 7 de marzo  | BH Telecom Indoors Sarajevo, Bosnia y Herzegovina Serie regular €30,000+H – Dura (i) – 32S/32Q/16D                       | Jamie Delgado Jonathan Marray 7–6(4), 6–2               | Yves Allegro Andreas Beck                             |
| 14 de marzo | Orange Open Guadeloupe Le Gosier, Guadalupe Serie regular $100,000+H – Dura – 32S/32Q/16D                                | Olivier Rochus 6–2, 6–3                                 | Stéphane Robert                                       |
| 14 de marzo | Orange Open Guadeloupe Le Gosier, Guadalupe Serie regular $100,000+H – Dura – 32S/32Q/16D                                | Riccardo Ghedin Stéphane Robert 6–2, 5–7, [10–7]        | Arnaud Clément Olivier Rochus                         |
| 14 de marzo | Seguros Bolívar Open San José San José, Costa Rica Serie regular $50,000+H – Dura – 32S/32Q/16D                          | Giovanni Lapentti 7–5, 6–3                              | Igor Kunitsyn                                         |
| 14 de marzo | Seguros Bolívar Open San José San José, Costa Rica Serie regular $50,000+H – Dura – 32S/32Q/16D                          | Juan Sebastián Cabal Robert Farah 6–3, 6–3              | Luis Díaz Barriga Santiago González                   |
| 14 de marzo | Morocco Tennis Tour – Rabat Rabat, Marruecos Serie regular €42,500+H – Tierra batida (Roja) – 32S/32Q/16D                | Ivo Minář 7–5, 6–3                                      | Peter Luczak                                          |
| 14 de marzo | Morocco Tennis Tour – Rabat Rabat, Marruecos Serie regular €42,500+H – Tierra batida (Roja) – 32S/32Q/16D                | Alessio di Mauro Simone Vagnozzi 6–4, 6–4               | Yevgueni Koroliov Yuri Schukin                        |
| 14 de marzo | ATP Challenger Guangzhou Guangzhou, China Serie regular $35,000+H – Dura – 32S/32Q/16D                                   | Uladzimir Ignatik 6–4, 6–4                              | Alexander Kudryavtsev                                 |
| 14 de marzo | ATP Challenger Guangzhou Guangzhou, China Serie regular $35,000+H – Dura – 32S/32Q/16D                                   | Michail Elgin Alexander Kudryavtsev 7–6(3), 6–3         | Sanchai Ratiwatana Sonchat Ratiwatana                 |
| 14 de marzo | Men's Rimouski Challenger Rimouski, Canadá Serie regular $35,000+H – Dura (i) 32S/32Q/16D Individuales - Dobles          | Fritz Wolmarans 6–7(2), 6–3, 7–6(3)                     | Bobby Reynolds                                        |
| 14 de marzo | Men's Rimouski Challenger Rimouski, Canadá Serie regular $35,000+H – Dura (i) 32S/32Q/16D Individuales - Dobles          | Treat Conrad Huey Vasek Pospisil 6–0, 6–1               | David Rice Sean Thornley                              |
| 21 de marzo | AEGON GB Pro–Series Bath Bath, Reino Unido Serie regular € 42,500+H – Dura (i) – 32S/32Q/16D                             | Dmitry Tursunov 6–4, 6–4                                | Andreas Beck                                          |
| 21 de marzo | AEGON GB Pro–Series Bath Bath, Reino Unido Serie regular € 42,500+H – Dura (i) – 32S/32Q/16D                             | Jamie Delgado Jonathan Marray 6–3, 6–4                  | Yves Allegro Andreas Beck                             |
| 21 de marzo | Morocco Tennis Tour – Marrakech Marrakech, Marruecos Serie regular €42,500+H – Tierra batida (Roja) – 32S/32Q/16D        | Rui Machado 6–3, 6–7(7), 6–4                            | Maxime Teixeira                                       |
| 21 de marzo | Morocco Tennis Tour – Marrakech Marrakech, Marruecos Serie regular €42,500+H – Tierra batida (Roja) – 32S/32Q/16D        | Peter Luczak Alessandro Motti 7–6(5), 7–6(3)            | James Cerretani Adil Shamasdin                        |
| 21 de marzo | Green World ATP Challenger Pingguo, China Serie regular $35,000+H – Dura – 32S/32Q/16D                                   | Go Soeda 6–4, 7–5                                       | Matthias Bachinger                                    |
| 21 de marzo | Green World ATP Challenger Pingguo, China Serie regular $35,000+H – Dura – 32S/32Q/16D                                   | Michail Elgin Alexander Kudryavtsev 6–3, 6–2            | Harri Heliövaara Jose Rubin Statham                   |
| 21 de marzo | Città di Caltanissetta Caltanissetta, Italia Serie regular €30,000+H – Tierra batida (Roja) – 32S/32Q/16D                | Andreas Haider-Maurer 6–1, 7–6(1)                       | Matteo Viola                                          |
| 21 de marzo | Città di Caltanissetta Caltanissetta, Italia Serie regular €30,000+H – Tierra batida (Roja) – 32S/32Q/16D                | Daniele Bracciali Simone Vagnozzi 3–6, 7–6(2), [10–7]   | Daniele Giorgini Adrian Ungur                         |
| 28 de marzo | Open Barletta Trofeo Dimiccoli & Boraccino Barletta, Italia Serie regular €42,500+H – Tierra batida (Roja) – 32S/32Q/16D | Aljaž Bedene 7–5, 6–3                                   | Filippo Volandri                                      |
| 28 de marzo | Open Barletta Trofeo Dimiccoli & Boraccino Barletta, Italia Serie regular €42,500+H – Tierra batida (Roja) – 32S/32Q/16D | Lukáš Rosol Igor Zelenay 6–3, 6–2                       | Martin Fischer Andreas Haider-Maurer                  |
| 28 de marzo | Seguros Bolívar Open Barranquilla Barranquilla, Colombia Serie regular $35,000+H – Dura – 32S/32Q/16D                    | Facundo Bagnis 1–6, 7–6(4), 6–0                         | Diego Junqueira                                       |
| 28 de marzo | Seguros Bolívar Open Barranquilla Barranquilla, Colombia Serie regular $35,000+H – Dura – 32S/32Q/16D                    | Flavio Cipolla Paolo Lorenzi 6–3, 6–4                   | Alejandro Falla Eduardo Struvay                       |
| 28 de marzo | Open Prévadiès Saint–Brieuc Saint-Brieuc, Francia Serie regular €30,000+H – Tierra batida (Roja) (i) – 32S/32Q/16D       | Maxime Teixeira 6–3, 6–0                                | Benoît Paire                                          |
| 28 de marzo | Open Prévadiès Saint–Brieuc Saint-Brieuc, Francia Serie regular €30,000+H – Tierra batida (Roja) (i) – 32S/32Q/16D       | Tomasz Bednarek Andreas Siljeström 6–4, 6–7(4), [14–12] | Grégoire Burquier Romain Jouan                        |

## Abril
| Semana      | Torneo                                                                                                | Campeón                                           | Finalista                          |
| ----------- | --- | ------------------------------------------------- | ---------------------------------- |
| 4 de abril  | Seguros Bolívar Open Pereira Pereira, Colombia Serie regular $50,000+H – Tierra – 32S/32Q/16D         | Paolo Lorenzi 7–5, 6–2                            | Rogério Dutra da Silva             |
| 4 de abril  | Seguros Bolívar Open Pereira Pereira, Colombia Serie regular $50,000+H – Tierra – 32S/32Q/16D         | Marcel Felder Carlos Salamanca 7–6(5), 6–4        | Alejandro Falla Eduardo Struvay    |
| 4 de abril  | Pernambuco Brasil Open Series Recife, Brasil Serie regular $35,000+H – Dura – 32S/32Q/16D             | Tatsuma Ito Walkover                              | Tiago Fernandes                    |
| 4 de abril  | Pernambuco Brasil Open Series Recife, Brasil Serie regular $35,000+H – Dura – 32S/32Q/16D             | Giovanni Lapentti Fernando Romboli 6–2, 6–1       | André Ghem Rodrigo Guidolin        |
| 4 de abril  | Internazionali di Monza E Brianza Monza, Italia Serie regular €30,000+H – Tierra batida – 32S/32Q/16D | Julian Reister 3–6, 6–3, 6–3                      | Alessio di Mauro                   |
| 4 de abril  | Internazionali di Monza E Brianza Monza, Italia Serie regular €30,000+H – Tierra batida – 32S/32Q/16D | Johan Brunström Frederik Nielsen 5–7, 6–2, [10–7] | Jamie Delgado Jonathan Marray      |
| 11 de abril | Soweto Open Johannesburgo, Sudáfrica Serie regular €100,000+H – Dura – 32S/32Q/16D                    | Izak van der Merwe 6–7(2), 7–5, 6–3               | Rik de Voest                       |
| 11 de abril | Soweto Open Johannesburgo, Sudáfrica Serie regular €100,000+H – Dura – 32S/32Q/16D                    | Michael Kohlmann Alexander Peya 6–2, 6–2          | Andre Begemann Matthew Ebden       |
| 11 de abril | Status Athens Open Atenas, Grecia Serie regular $85,000+H – Dura – 32S/32Q/16D                        | Matthias Bachinger walkover                       | Dmitry Tursunov                    |
| 11 de abril | Status Athens Open Atenas, Grecia Serie regular $85,000+H – Dura – 32S/32Q/16D                        | Colin Fleming Scott Lipsky walkover               | Matthias Bachinger Benjamin Becker |
| 11 de abril | Tallahassee Tennis Challenger Tallahassee, EE. UU Serie regular $50,000 – Dura – 32S/32Q/16D          | Donald Young 6–4, 3–6, 6–3                        | Wayne Odesnik                      |
| 11 de abril | Tallahassee Tennis Challenger Tallahassee, EE. UU Serie regular $50,000 – Dura – 32S/32Q/16D          | Vasek Pospisil Bobby Reynolds 6–2, 6–4            | Go Soeda James Ward                |
| 11 de abril | Aberto Santa Catarina De Tenis Blumenau, Brasil Serie regular €35,000+H – Tierra batida – 32S/32Q/16D | José Acasuso 6–2, 6–2                             | Marcelo Demoliner                  |
| 11 de abril | Aberto Santa Catarina De Tenis Blumenau, Brasil Serie regular €35,000+H – Tierra batida – 32S/32Q/16D | Franco Ferreiro André Sá 6–2, 3–6, [10–4]         | Adrián Menéndez Leonardo Tavares   |
| 11 de abril | Rai Open Roma, Italia Serie regular $30,000+H – Tierra batida – 32S/32Q/16D                           | Thomas Schoorel 7–5, 1–6, 6–3                     | Martin Kližan                      |
| 11 de abril | Rai Open Roma, Italia Serie regular $30,000+H – Tierra batida – 32S/32Q/16D                           | Martin Kližan Alessandro Motti 7–6(3), 6–4        | Thomas Fabbiano Walter Trusendi    |
| 18 de abril | Tennis Napoli Cup Nápoles, Italia Serie regular $ 30,000+H – Tierra batida – 32S/32Q/16D              | Thomas Schoorel 6–2, 7–6(4)                       | Filippo Volandri                   |
| 18 de abril | Tennis Napoli Cup Nápoles, Italia Serie regular $ 30,000+H – Tierra batida – 32S/32Q/16D              | Travis Rettenmaier Simon Stadler 6–4, 6–4         | Travis Parrott Andreas Siljeström  |
| 18 de abril | Santos Brasil Tennis Open Santos, Brasil Serie regular $ 35,000 – Tierra batida – 32S/32Q/16D         | João Souza 6–4, 6–2                               | Diego Junqueira                    |
| 18 de abril | Santos Brasil Tennis Open Santos, Brasil Serie regular $ 35,000 – Tierra batida – 32S/32Q/16D         | Franco Ferreiro André Sá 6–3, 6–3                 | Gerald Melzer José Pereira         |
| 25 de abril | Sarasota Open Sarasota, Estados Unidos Serie regular € 75,000 – Dura – 32S/32Q/16D                    | James Blake 6–2, 6–2                              | Alex Bogomolov, Jr.                |
| 25 de abril | Sarasota Open Sarasota, Estados Unidos Serie regular € 75,000 – Dura – 32S/32Q/16D                    | Ashley Fisher Stephen Huss 6–3, 6–4               | Alex Bogomolov, Jr. Alex Kuznetsov |
| 25 de abril | Prosperita Open Ostrava, República Checa Serie regular $ 42,500 – Tierra batida – 32S/32Q/16D         | Stéphane Robert 6–1, 6–3                          | Ádám Kellner                       |
| 25 de abril | Prosperita Open Ostrava, República Checa Serie regular $ 42,500 – Tierra batida – 32S/32Q/16D         | Olivier Charroin Stéphane Robert 6–4, 6–3         | Andis Juška Alexander Kudryavtsev  |
| 25 de abril | Torneo Internacional AGT León, México Serie regular € 35,000+H – Dura – 32S/32Q/16D                   | Bobby Reynolds 6–3, 6–3                           | Andre Begemann                     |
| 25 de abril | Torneo Internacional AGT León, México Serie regular € 35,000+H – Dura – 32S/32Q/16D                   | Rajeev Ram Bobby Reynolds 6–3, 6–2                | Andre Begemann Chris Eaton         |

## Mayo
| Semana     | Torneo                                                                                                  | Campeón                                                    | Finalista                            |
| ---------- | --- | ---------------------------------------------------------- | ------------------------------------ |
| 2 de mayo  | Strabag Prague Open Praga, República Checa Serie regular $ 85,000 – Tierra batida – 32S/32Q/16D         | Lukáš Rosol 7–6(1), 5–2 retiro                             | Alex Bogomolov, Jr.                  |
| 2 de mayo  | Strabag Prague Open Praga, República Checa Serie regular $ 85,000 – Tierra batida – 32S/32Q/16D         | František Čermák Lukáš Rosol 6–3, 6–4                      | Christopher Kas Alexander Peya       |
| 2 de mayo  | Savannah Challenger Savannah, Estados Unidos Serie regular € 50,000 – Tierra batida – 32S/32Q/16D       | Wayne Odesnik 6–4, 6–4                                     | Donald Young                         |
| 2 de mayo  | Savannah Challenger Savannah, Estados Unidos Serie regular € 50,000 – Tierra batida – 32S/32Q/16D       | Rik de Voest Izak van der Merwe 6–3, 6–3                   | Sekou Bangoura Jesse Witten          |
| 2 de mayo  | Roma Open Roma, Italia Serie regular $ 30,000+H – Dura – 32S/32Q/16D                                    | Simone Bolelli 2–6, 6–1, 6–3                               | Eduardo Schwank                      |
| 2 de mayo  | Roma Open Roma, Italia Serie regular $ 30,000+H – Dura – 32S/32Q/16D                                    | Juan Sebastián Cabal Robert Farah 2–6, 6–3, [11–9]         | Santiago González Travis Rettenmaier |
| 9 de mayo  | BNP Paribas Primrose Bordeaux Burdeos, Francia Serie regular $ 85,000+H – Tierra batida – 32S/32Q/16D   | Marc Gicquel 6–2, 6–4                                      | Horacio Zeballos                     |
| 9 de mayo  | BNP Paribas Primrose Bordeaux Burdeos, Francia Serie regular $ 85,000+H – Tierra batida – 32S/32Q/16D   | Jamie Delgado Jonathan Marray 7–5, 6–3                     | Julien Benneteau Nicolas Mahut       |
| 9 de mayo  | Busan Open Challenger Tennis Busan, Corea del Sur Serie regular € 75,000+H – Dura – 32S/32Q/16D         | Dudi Sela 6–2, 6–7(5), 6–3                                 | Tatsuma Ito                          |
| 9 de mayo  | Busan Open Challenger Tennis Busan, Corea del Sur Serie regular € 75,000+H – Dura – 32S/32Q/16D         | Im Kyu-tae Danai Udomchoke 6–4, 6–4                        | Jamie Baker Vasek Pospisil           |
| 9 de mayo  | Zagreb Open Zagreb, Croacia Serie regular $ 50,000 – Tierra batida – 32S/32Q/16D                        | Diego Junqueira 6–3, 6–4                                   | João Souza                           |
| 9 de mayo  | Zagreb Open Zagreb, Croacia Serie regular $ 50,000 – Tierra batida – 32S/32Q/16D                        | Daniel Muñoz-de la Nava Rubén Ramírez Hidalgo 6–2, 7–6(10) | Mate Pavić Franko Škugor             |
| 16 de mayo | Fergana Challenger Fergana, Uzbekistán Serie regular € 35,000+H – Dura – 32S/32Q/16D                    | Dudi Sela 6–2, 6–1                                         | Greg Jones                           |
| 16 de mayo | Fergana Challenger Fergana, Uzbekistán Serie regular € 35,000+H – Dura – 32S/32Q/16D                    | John Paul Fruttero Raven Klaasen 6–0, 6–3                  | Kyu-tae Im Danai Udomchoke           |
| 16 de mayo | Trofeo Paolo Corazzi Cremona, Italia Serie regular $ 30,000+H – Dura – 32S/32Q/16D                      | Igor Kunitsyn 6–2, 7–6(2)                                  | Rainer Schüttler                     |
| 16 de mayo | Trofeo Paolo Corazzi Cremona, Italia Serie regular $ 30,000+H – Dura – 32S/32Q/16D                      | Treat Conrad Huey Purav Raja 6–1, 6–2                      | Tomasz Bednarek Mateusz Kowalczyk    |
| 23 de mayo | Alessandria Challenger Alessandria, Italia Serie regular $ 30,000+H – Tierra batida – 32S/32Q/16D       | Pablo Carreño-Busta 3–6, 6–3, 7–5                          | Roberto Bautista-Agut                |
| 23 de mayo | Alessandria Challenger Alessandria, Italia Serie regular $ 30,000+H – Tierra batida – 32S/32Q/16D       | Martin Fischer Philipp Oswald 6–7(5), 7–5, [10–6]          | Jeff Coetzee Andreas Siljeström      |
| 30 de mayo | UniCredit Czech Open Prostějov, República Checa Serie regular $ 106,500+H – Tierra batida – 32S/32Q/16D | Yuri Schukin 6–4, 4–6, 6–0                                 | Flavio Cipolla                       |
| 30 de mayo | UniCredit Czech Open Prostějov, República Checa Serie regular $ 106,500+H – Tierra batida – 32S/32Q/16D | Sergei Bubka Adrián Menéndez 7–5, 6–2                      | David Marrero Rubén Ramírez Hidalgo  |
| 30 de mayo | Aegon Trophy Nottingham, Reino Unido Serie regular € 64,000+H – Hierba – 32S/32Q/16D                    | Gilles Müller 7–6(4), 6–2                                  | Matthias Bachinger                   |
| 30 de mayo | Aegon Trophy Nottingham, Reino Unido Serie regular € 64,000+H – Hierba – 32S/32Q/16D                    | Colin Fleming Ross Hutchins 4–6, 7–6(8), [13–11]           | Dustin Brown Martin Emmrich          |
| 30 de mayo | Franken Challenge Fürth, Alemania Serie regular € 42,500+H – Tierra – 32S/32Q/16D                       | João Sousa 6–2, 0–6, 6–2                                   | Jan-Lennard Struff                   |
| 30 de mayo | Franken Challenge Fürth, Alemania Serie regular € 42,500+H – Tierra – 32S/32Q/16D                       | Rameez Junaid Frank Moser 6–2, 6–7(2), [10–6]              | Jorge Aguilar Júlio César Campozano  |
| 30 de mayo | Rijeka Open Rijeka, Croacia Serie regular € 30,000+H – Tierra – 32S/32Q/16D                             | Rui Machado 6–3, 6–0                                       | Grega Žemlja                         |
| 30 de mayo | Rijeka Open Rijeka, Croacia Serie regular € 30,000+H – Tierra – 32S/32Q/16D                             | Paolo Lorenzi Júlio Silva 6–3, 6–2                         | Lovro Zovko Dino Marcan              |

## Junio
| Semana      | Torneo                                                                                                | Campeón                                            | Finalista                            |
| ----------- | --- | -------------------------------------------------- | ------------------------------------ |
| 6 de junio  | Aegon Nottingham Challenge Nottingham, Gran Bretaña Serie regular $ 64,000 – Hierba – 32S/32Q/16D     | Dudi Sela 6–4, 3–6, 7–5                            | Jérémy Chardy                        |
| 6 de junio  | Aegon Nottingham Challenge Nottingham, Gran Bretaña Serie regular $ 64,000 – Hierba – 32S/32Q/16D     | Rik de Voest Adil Shamasdin 6–3, 7–6(9)            | Treat Conrad Huey Izak van der Merwe |
| 6 de junio  | Košice Open Košice, Eslovaquia Serie regular € 30.000+H – Tierra – 32S/32Q/16D                        | Simon Greul 6–2, 6–1                               | Victor Crivoi                        |
| 6 de junio  | Košice Open Košice, Eslovaquia Serie regular € 30.000+H – Tierra – 32S/32Q/16D                        | Simon Greul Bastian Knittel 2–6, 6–3, [11–9]       | Facundo Bagnis Eduardo Schwank       |
| 13 de junio | Aspria Tennis Cup Trofeo City Life Milán, Italia Serie regular € 30,000+H – Tierra – 32S/32Q/16D      | Albert Ramos 6–4, 3–0, ret.                        | Yevgueni Koroliov                    |
| 13 de junio | Aspria Tennis Cup Trofeo City Life Milán, Italia Serie regular € 30,000+H – Tierra – 32S/32Q/16D      | Adrián Menéndez Simone Vagnozzi 0–6, 6–3, [10–5]   | Andrea Arnaboldi Leonardo Tavares    |
| 20 de junio | Jalisco Open Guadalajara, México Serie regular $ 100,000 – Dura – 32S/32Q/16D                         | Paul Capdeville 7–5, 6–1                           | Pierre-Ludovic Duclos                |
| 20 de junio | Jalisco Open Guadalajara, México Serie regular $ 100,000 – Dura – 32S/32Q/16D                         | Vasek Pospisil Bobby Reynolds 6–4, 6–7(6), [10–6]  | Pierre-Ludovic Duclos Ivo Klec       |
| 20 de junio | Marburg Open Marburgo, Alemania Serie regular € 30,000+H – Tierra – 32S/32Q/16D                       | Björn Phau 6–4, 2–6, 6–3                           | Jan Hájek                            |
| 20 de junio | Marburg Open Marburgo, Alemania Serie regular € 30,000+H – Tierra – 32S/32Q/16D                       | Martin Emmrich Björn Phau 7–6(3), 6–2              | Federico del Bonis Horacio Zeballos  |
| 27 de junio | Sparkassen Open Braunschweig, Alemania Serie regular $ 106,500+H – Tierra – 32S/32Q/16D               | Lukáš Rosol 7–5, 7–6(2)                            | Yevgueni Donskoi                     |
| 27 de junio | Sparkassen Open Braunschweig, Alemania Serie regular $ 106,500+H – Tierra – 32S/32Q/16D               | Martin Emmrich Andreas Siljeström 0–6, 6–4, [10–7] | Olivier Charroin Stéphane Robert     |
| 27 de junio | Sporting Challenger Turín, Italia Tretorn SERIE+ € 85,000+H – Tierra – 32S/32Q/16D                    | Carlos Berlocq 6–4, 6–3                            | Albert Ramos                         |
| 27 de junio | Sporting Challenger Turín, Italia Tretorn SERIE+ € 85,000+H – Tierra – 32S/32Q/16D                    | Martin Fischer Philipp Oswald 6–3, 6–4             | Uladzimir Ignatik Martin Kližan      |
| 27 de junio | Nielsen Pro Tennis Championships Winnetka, Estados Unidos Serie regular € 50,000 – Dura – 32S/32Q/16D | James Blake 6–3, 6–1                               | Bobby Reynolds                       |
| 27 de junio | Nielsen Pro Tennis Championships Winnetka, Estados Unidos Serie regular € 50,000 – Dura – 32S/32Q/16D | Treat Conrad Huey Bobby Reynolds 7–6(9–7), 6–4     | Jordan Kerr Travis Parrott           |

## Julio
| Semana      | Torneo | Campeón                                                        | Finalista                              |
| ----------- | --- | -------------------------------------------------------------- | -------------------------------------- |
| 4 de julio  | Open Diputación Ciudad de Pozoblanco Pozoblanco, España Tretorn SERIE+ € 85,000+H – Dura – 32S/32Q/16D      | Kenny de Schepper 2–6, 7–5, 6–3                                | Iván Navarro                           |
| 4 de julio  | Open Diputación Ciudad de Pozoblanco Pozoblanco, España Tretorn SERIE+ € 85,000+H – Dura – 32S/32Q/16D      | Michail Elgin Alexander Kudryavtsev walkover                   | Illya Marchenko Denys Molchanov        |
| 4 de julio  | The Hague Open Scheveningen, Holanda Tretorn SERIE+ € 42,500+H – Tierra – 32S/32Q/16D                       | Steve Darcis 6–3, 4–6, 6–2                                     | Marsel İlhan                           |
| 4 de julio  | The Hague Open Scheveningen, Holanda Tretorn SERIE+ € 42,500+H – Tierra – 32S/32Q/16D                       | Colin Ebelthite Adam Feeney 6–4, 6–7(5–7), [10–7]              | Rameez Junaid Sadik Kadir              |
| 4 de julio  | Oberstaufen Cup Oberstaufen, Alemania Serie regular € 30,000+H – Tierra – 32S/32Q/16D                       | Daniel Brands 6–4, 7–6(7–3)                                    | Andreas Beck                           |
| 4 de julio  | Oberstaufen Cup Oberstaufen, Alemania Serie regular € 30,000+H – Tierra – 32S/32Q/16D                       | Martin Fischer Philipp Oswald 7–6(7–1), 6–3                    | Tomasz Bednarek Mateusz Kowalczyk      |
| 4 de julio  | Carisap Tennis Cup San Benedetto, Italia Serie regular € 30,000+H – Tierra – 32S/32Q/16D                    | Adrian Ungur 7–5, 6–2                                          | Stefano Galvani                        |
| 4 de julio  | Carisap Tennis Cup San Benedetto, Italia Serie regular € 30,000+H – Tierra – 32S/32Q/16D                    | Alessio di Mauro Alessandro Motti 7–6(7–5), 4–6, [10–7]        | Daniele Giorgini Stefano Travaglia     |
| 11 de julio | Seguros Bolívar Open Bogotá Bogotá, Colombia Serie regular € 125,000+H – Tierra – 32S/32Q/16D               | Feliciano López 6–4, 6–3                                       | Carlos Salamanca                       |
| 11 de julio | Seguros Bolívar Open Bogotá Bogotá, Colombia Serie regular € 125,000+H – Tierra – 32S/32Q/16D               | Treat Conrad Huey Izak van der Merwe 7–6(7–3), 6–7(5–7), [7–2] | Juan Sebastián Cabal Robert Farah      |
| 11 de julio | BNP Paribas Polish Open Sopot, Polonia Tretorn SERIE+ € 106,500 – Tierra batida – 32S/32Q/16D               | Éric Prodon 6–1, 6–3                                           | Nikola Ćirić                           |
| 11 de julio | BNP Paribas Polish Open Sopot, Polonia Tretorn SERIE+ € 106,500 – Tierra batida – 32S/32Q/16D               | Mariusz Fyrstenberg Marcin Matkowski 7–5, 7–6(7–4)             | Olivier Charroin Stéphane Robert       |
| 11 de julio | Comerica Bank Challenger Aptos, Estados Unidos Serie regular € 75,000 – Dura – 32S/32Q/16D                  | Laurynas Grigelis 6–2, 7–6(7–4)                                | Ilija Bozoljac                         |
| 11 de julio | Comerica Bank Challenger Aptos, Estados Unidos Serie regular € 75,000 – Dura – 32S/32Q/16D                  | Carsten Ball Chris Guccione 7–6(7–5), 6–4                      | John Paul Fruttero Raven Klaasen       |
| 11 de julio | Challenger Banque Nationale de Granby Granby, Canadá Serie regular $ 50,000+H – Dura – 32S/32Q/16D          | Édouard Roger-Vasselin 7–6(11–9), 4–6, 6–1                     | Matthias Bachinger                     |
| 11 de julio | Challenger Banque Nationale de Granby Granby, Canadá Serie regular $ 50,000+H – Dura – 32S/32Q/16D          | Karol Beck Édouard Roger-Vasselin 6–1, 6–3                     | Matthias Bachinger Frank Moser         |
| 18 de julio | Poznań Open Posnania, Polonia Tretorn SERIE+ € 85,000+H – Tierra – 32S/32Q/16D                              | Rui Machado 6–3, 6–3                                           | Jerzy Janowicz                         |
| 18 de julio | Poznań Open Posnania, Polonia Tretorn SERIE+ € 85,000+H – Tierra – 32S/32Q/16D                              | Olivier Charroin Stéphane Robert 6–2, 6–3                      | Franco Ferreiro André Sá               |
| 18 de julio | Orbetello Challenger Orbetello, Italia Serie regular € 64,000+H – Tierra – 32S/32Q/16D                      | Filippo Volandri 4–6, 6–3, 6–2                                 | Matteo Viola                           |
| 18 de julio | Orbetello Challenger Orbetello, Italia Serie regular € 64,000+H – Tierra – 32S/32Q/16D                      | Julian Knowle Igor Zelenay 6–1, 7–6(2)                         | Romain Jouan Benoît Paire              |
| 18 de julio | Fifth Third Bank Tennis Championships Lexington, Estados Unidos Serie regular € 50,000 – Dura – 32S/32Q/16D | Wayne Odesnik 7–5, 6–4                                         | James Ward                             |
| 18 de julio | Fifth Third Bank Tennis Championships Lexington, Estados Unidos Serie regular € 50,000 – Dura – 32S/32Q/16D | Jordan Kerr David Martin 6–3, 6–4                              | James Ward Michael Yani                |
| 18 de julio | Penza Cup Penza, Rusia Serie regular € 50,000 – Dura – 32S/32Q/16D                                          | Arnau Brugués-Davi 4–6, 6–3, 6–1                               | Mijaíl Kukushkin                       |
| 18 de julio | Penza Cup Penza, Rusia Serie regular € 50,000 – Dura – 32S/32Q/16D                                          | Arnau Brugués-Davi Malek Jaziri 6–7(6–8), 6–2, [10–8]          | Sergei Bubka Adrián Menéndez           |
| 18 de julio | Manta Open Manta, Ecuador Serie regular $ 35,000+H – Dura – 32S/23Q/16D                                     | Brian Dabul 6–1, 6–3                                           | Facundo Argüello                       |
| 18 de julio | Manta Open Manta, Ecuador Serie regular $ 35,000+H – Dura – 32S/23Q/16D                                     | Brian Dabul Izak van der Merwe 6–1, 6–7 (2), [11–9]            | John Paul Fruttero Raven Klaasen       |
| 25 de julio | Tampere Open Tampere, Finlandia Serie regular € 42,500 – Tierra – 32S/32Q/16D                               | Éric Prodon 6–1, 3–6, 6–2                                      | Augustin Gensse                        |
| 25 de julio | Tampere Open Tampere, Finlandia Serie regular € 42,500 – Tierra – 32S/32Q/16D                               | Jonathan Dasnières de Veigy David Guez 5–7, 6–4, [10–5]        | Pierre-Hugues Herbert Nicolas Renavand |
| 25 de julio | ATP China International Tennis Challenge Wuhai, China Serie regular € 35,000+H – Dura – 32S/32Q/16D         | Go Soeda 7–5, 6–4                                              | Raven Klaasen                          |
| 25 de julio | ATP China International Tennis Challenge Wuhai, China Serie regular € 35,000+H – Dura – 32S/32Q/16D         | Lee Hsin-han Yang Tsung-hua 6–2, 7–6(7–4)                      | Feng He Zhang Ze                       |
| 25 de julio | Internationaler Apano Cup Dortmund, Alemania Serie regular € 30,000+H – Tierra – 32S/32Q/16D                | Leonardo Mayer 6–3, 6–2                                        | Thomas Schoorel                        |
| 25 de julio | Internationaler Apano Cup Dortmund, Alemania Serie regular € 30,000+H – Tierra – 32S/32Q/16D                | Dominik Meffert Björn Phau 6–4, 6–3                            | Teimuraz Gabashvili Andrey Kuznetsov   |
| 25 de julio | Guzzini Challenger Recanati, Italia Serie regular € 30,000+H – Dura – 32S/32Q/16D                           | Fabrice Martin 6–1, 6–7(6–8), 7–6(7–3)                         | Kenny de Schepper                      |
| 25 de julio | Guzzini Challenger Recanati, Italia Serie regular € 30,000+H – Dura – 32S/32Q/16D                           | Frederik Nielsen Ken Skupski 6–4, 7–5                          | Federico Gaio Purav Raja               |
| 25 de julio | President's Cup Astana, Kazajistán Serie regular € 30,000+H – Dura – 32S/32Q/16D                            | Mikhail Kukushkin 6–3, 6–4                                     | Sergei Bubka                           |
| 25 de julio | President's Cup Astana, Kazajistán Serie regular € 30,000+H – Dura – 32S/32Q/16D                            | Konstantin Kravchuk Denys Molchanov 7–6(7–4), 6–7(1–7), [10–3] | Arnau Brugués-Davi Malek Jaziri        |

## Agosto
| Semana       | Torneo | Campeón                                                     | Finalista                           |
| ------------ | --- | ----------------------------------------------------------- | ----------------------------------- |
| 1 de agosto  | Odlum Brown Vancouver Open Vancouver, Canadá Serie regular € 100,000 – Dura – 32S/32Q/16D                                    | James Ward 7–5, 6–4                                         | Robby Ginepri                       |
| 1 de agosto  | Odlum Brown Vancouver Open Vancouver, Canadá Serie regular € 100,000 – Dura – 32S/32Q/16D                                    | Treat Conrad Huey Travis Parrott 6–2, 1–6, [16–14]          | Jordan Kerr David Martin            |
| 1 de agosto  | Open Castilla y León Segovia, España Serie regular € 85,000+H – Dura – 32S/32Q/16D                                           | Karol Beck 6–4, 7–6(7–4)                                    | Grégoire Burquier                   |
| 1 de agosto  | Open Castilla y León Segovia, España Serie regular € 85,000+H – Dura – 32S/32Q/16D                                           | Johan Brunström Frederik Nielsen 6–2, 3–6, [10–6]           | Nicolas Mahut Lovro Zovko           |
| 1 de agosto  | Beijing International Challenger Pekín, China Serie regular € 75,000+H – Dura – 32S/32Q/16D                                  | Farrukh Dustov 6–1, 7–6(7–4)                                | Yang Tsung-hua                      |
| 1 de agosto  | Beijing International Challenger Pekín, China Serie regular € 75,000+H – Dura – 32S/32Q/16D                                  | Sanchai Ratiwatana Sonchat Ratiwatana 6–7(7–4), 6–3, [10–3] | Harri Heliövaara Michael Ryderstedt |
| 1 de agosto  | MasterCard Tennis Cup Campos do Jordão, Brasil Serie regular € 50,000+H – Dura – 32S/32Q/16D                                 | Rogério Dutra da Silva 6–4, 6–7(7–5), 6–3                   | Izak van der Merwe                  |
| 1 de agosto  | MasterCard Tennis Cup Campos do Jordão, Brasil Serie regular € 50,000+H – Dura – 32S/32Q/16D                                 | Juan Sebastián Cabal Robert Farah 6–2, 6–3                  | Ricardo Hocevar Júlio Silva         |
| 1 de agosto  | Trani Cup Trani, Italia Serie egular € 30,000+H – Tierra – 32S/32Q/16D                                                       | Steve Darcis 4–6, 6–3, 6–2                                  | Leonardo Mayer                      |
| 1 de agosto  | Trani Cup Trani, Italia Serie egular € 30,000+H – Tierra – 32S/32Q/16D                                                       | Jorge Aguilar Andrés Molteni 6–4, 6–4                       | Giulio di Meo Stefano Ianni         |
| 8 de agosto  | San Marino CEPU Open San Marino, San Marino Serie regular € 85,000+H – Tierra– 32S/32Q/16D                                   | Potito Starace 6–1, 3–0, ret.                               | Martin Kližan                       |
| 8 de agosto  | San Marino CEPU Open San Marino, San Marino Serie regular € 85,000+H – Tierra– 32S/32Q/16D                                   | James Cerretani Philipp Marx 6–3, 6–4                       | Daniele Bracciali Julian Knowle     |
| 8 de agosto  | Levene Gouldin & Thompson Tennis Challenger Binghamton, Estados Unidos Serie regular € 50,000 – Dura – 32S/32Q/16D           | Paul Capdeville 7–6(7–4), 6–3                               | Wayne Odesnik                       |
| 8 de agosto  | Levene Gouldin & Thompson Tennis Challenger Binghamton, Estados Unidos Serie regular € 50,000 – Dura – 32S/32Q/16D           | Juan Sebastián Cabal Robert Farah 6–4, 6–3                  | Treat Conrad Huey Frederik Nielsen  |
| 8 de agosto  | Samarkand Challenger Samarcanda, Uzbekistán Serie regular € 35,000+H – Tierra batida – 32S/32Q/16D                           | Denis Istomin 7–6(7–2), retiro                              | Malek Jaziri                        |
| 8 de agosto  | Samarkand Challenger Samarcanda, Uzbekistán Serie regular € 35,000+H – Tierra batida – 32S/32Q/16D                           | Michail Elgin Alexander Kudryavtsev 7–6(7–4), 2–6, [10–7]   | Radu Albot Andrey Kuznetsov         |
| 15 de agosto | Zucchetti Kos Tennis Cup Cordenons, Italia Tretorn SERIE+ € 85,000+H – Tierra batida – 32S/32Q/16D                           | Daniel Muñoz-de la Nava 6–4, 2–6, 6–2                       | Nicolás Pastor                      |
| 15 de agosto | Zucchetti Kos Tennis Cup Cordenons, Italia Tretorn SERIE+ € 85,000+H – Tierra batida – 32S/32Q/16D                           | Julian Knowle Michael Kohlmann 2–6, 7–5, [10–5]             | Colin Ebelthite Adam Feeney         |
| 15 de agosto | Karshi Challenger Qarshi, Uzbekistán Serie regular € 50,000 – Dura – 32S/32Q/16D                                             | Denis Istomin 6–3, 1–6, 6–1                                 | Blaž Kavčič                         |
| 15 de agosto | Karshi Challenger Qarshi, Uzbekistán Serie regular € 50,000 – Dura – 32S/32Q/16D                                             | Michail Elgin Alexander Kudryavtsev 3–6, 6–3, [11–9]        | Konstantin Kravchuk Denys Molchanov |
| 15 de agosto | Concurso Internacional de Tenis – San Sebastián San Sebastián, España Serie regular € 30,000+H – Tierra batida – 32S/32Q/16D | Albert Ramos 6–1, 6–2                                       | Pere Riba                           |
| 15 de agosto | Concurso Internacional de Tenis – San Sebastián San Sebastián, España Serie regular € 30,000+H – Tierra batida – 32S/32Q/16D | Stefano Ianni Simone Vagnozzi 6–3, 6–4                      | Daniel Gimeno-Traver Israel Sevilla |
| 22 de agosto | Antonio Savoldi–Marco Cò – Trofeo Dimmidisì Manerbio, Italia Serie regular € 85,000+H – Tierra batida – 32S/32Q/16D          | Adrian Ungur 4–6, 7–6(7–4), 6–2                             | Peter Gojowczyk                     |
| 22 de agosto | Antonio Savoldi–Marco Cò – Trofeo Dimmidisì Manerbio, Italia Serie regular € 85,000+H – Tierra batida – 32S/32Q/16D          | Dustin Brown Lovro Zovko 7–6(7–4), 7–5                      | Alessio di Mauro Alessandro Motti   |
| 22 de agosto | Astana Cup Astana, Kazajistán Serie regular € 50,000+H – Dura – 32S/32Q/16D                                                  | Rainer Schüttler 7–6(8–6), 4–6, 6–4                         | Teimuraz Gabashvili                 |
| 22 de agosto | Astana Cup Astana, Kazajistán Serie regular € 50,000+H – Dura – 32S/32Q/16D                                                  | Karan Rastogi Vishnu Vardhan 7–6(7–3), 2–6, [10–8]          | Harri Heliövaara Denys Molchanov    |
| 29 de agosto | Città di Como Challenger Como, Italia Serie regular € 30,000+H – Tierra batida – 32S/32Q/16D                                 | Pablo Carreño-Busta 6–4, 7–6(7–4)                           | Andreas Beck                        |
| 29 de agosto | Città di Como Challenger Como, Italia Serie regular € 30,000+H – Tierra batida – 32S/32Q/16D                                 | Federico Delbonis Renzo Olivo 6–1, 6–4                      | Martín Alund Facundo Argüello       |
| 29 de agosto | Chang-Sat Bangkok Open Bangkok, Tailandia Serie regular € 50,000+H – Dura – 32S/32Q/16D                                      | Cedrik-Marcel Stebe 7–5, 6–1                                | Amir Weintraub                      |
| 29 de agosto | Chang-Sat Bangkok Open Bangkok, Tailandia Serie regular € 50,000+H – Dura – 32S/32Q/16D                                      | Pierre-Ludovic Duclos Riccardo Ghedin 6–4, 6–4              | Nicholas Monroe Ludovic Walter      |

## Septiembre
| Semana           | Torneo | Campeón                                                              | Finalista                            |
| ---------------- | --- | -------------------------------------------------------------------- | ------------------------------------ |
| 5 de septiembre  | AON Open Challenger Génova, Italia Serie regular € 85,000+H – Tierra batida – 32S/32Q/16D                      | Martin Kližan 6–3, 6–1                                               | Leonardo Mayer                       |
| 5 de septiembre  | AON Open Challenger Génova, Italia Serie regular € 85,000+H – Tierra batida – 32S/32Q/16D                      | Dustin Brown Horacio Zeballos 6–2, 7–5                               | Jordan Kerr Travis Parrott           |
| 5 de septiembre  | Shanghai Challenger Shanghái, China Serie regular € 50,000 – Dura – 32S/32Q/16D                                | Cedrik-Marcel Stebe 6–4, 4–6, 7–5                                    | Alexander Kudryavtsev                |
| 5 de septiembre  | Shanghai Challenger Shanghái, China Serie regular € 50,000 – Dura – 32S/32Q/16D                                | Sanchai Ratiwatana Sonchat Ratiwatana 7–6(7–4), 6–3                  | Fritz Wolmarans Michael Yani         |
| 5 de septiembre  | TEAN International Alphen aan den Rijn, Holanda Serie regular € 42,500 – Tierra batida – 32S/32Q/16D           | Igor Sijsling 7–6(7–2), 6–3                                          | Jan-Lennard Struff                   |
| 5 de septiembre  | TEAN International Alphen aan den Rijn, Holanda Serie regular € 42,500 – Tierra batida – 32S/32Q/16D           | Thiemo de Bakker Antal van der Duim 6–4, 6–7(4–7), [10–6]            | Matwé Middelkoop Igor Sijsling       |
| 5 de septiembre  | Copa Sevilla Sevilla, España Serie regular € 42,500+H – Tierra batida – 32S/32Q/16D                            | Daniel Gimeno-Traver 6–3, 6–3                                        | Rubén Ramírez Hidalgo                |
| 5 de septiembre  | Copa Sevilla Sevilla, España Serie regular € 42,500+H – Tierra batida – 32S/32Q/16D                            | Daniel Muñoz-de la Nava Rubén Ramírez Hidalgo 6–4, 6–7(4–7), [13–11] | Gerard Granollers Adrián Menéndez    |
| 5 de septiembre  | Trophée des Alpilles Saint-Rémy-de-Provence, Francia Serie regular € 42,500+H – Dura – 32S/32Q/16D             | Édouard Roger-Vasselin 6–4, 6–3                                      | Arnaud Clément                       |
| 5 de septiembre  | Trophée des Alpilles Saint-Rémy-de-Provence, Francia Serie regular € 42,500+H – Dura – 32S/32Q/16D             | Pierre-Hugues Herbert Édouard Roger-Vasselin 6–0, 4–6, [10–7]        | Arnaud Clément Nicolas Renavand      |
| 5 de septiembre  | Ropharma Challenger Brașov Brașov, Rumania Serie regular € 30,000 – Tierra batida – 32S/32Q/16D                | Benoît Paire 6–4, 3–0 ret.                                           | Maxime Teixeira                      |
| 5 de septiembre  | Ropharma Challenger Brașov Brașov, Rumania Serie regular € 30,000 – Tierra batida – 32S/32Q/16D                | Victor Anagnastopol Florin Mergea 6–2, 6–3                           | Dušan Lojda Benoît Paire             |
| 12 de septiembre | Pekao Szczecin Open Szczecin, Polonia Serie regular € 106,500+H – Tierra batida – 32S/32Q/16D                  | Rui Machado 2–6, 7–5, 6–2                                            | Éric Prodon                          |
| 12 de septiembre | Pekao Szczecin Open Szczecin, Polonia Serie regular € 106,500+H – Tierra batida – 32S/32Q/16D                  | Marcin Gawron Andriej Kapaś 6–3, 6–4                                 | Andrey Golubev Yuri Schukin          |
| 12 de septiembre | American Express – TED Open Estambul, Turquía Serie regular € 100,000 – Dura – 32S/32Q/16D                     | Denis Istomin 7–6(8–6), 6–4                                          | Philipp Kohlschreiber                |
| 12 de septiembre | American Express – TED Open Estambul, Turquía Serie regular € 100,000 – Dura – 32S/32Q/16D                     | Carsten Ball Andre Begemann 6–2, 6–4                                 | Grégoire Burquier Yannick Mertens    |
| 12 de septiembre | Banja Luka Challenger Banja Luka, Bosnia y Herzegovina Serie regular € 64,000+H – Tierra batida – 32S/32Q/16D  | Blaž Kavčič 6–4, 6–1                                                 | Pere Riba                            |
| 12 de septiembre | Banja Luka Challenger Banja Luka, Bosnia y Herzegovina Serie regular € 64,000+H – Tierra batida – 32S/32Q/16D  | Marco Crugnola Rubén Ramírez Hidalgo 7–6(7–3), 3–6, [10–8]           | Jan Mertl Matwé Middelkoop           |
| 12 de septiembre | USTA Challenger of Oklahoma Tulsa, Estados Unidos Serie regular € 50,000 – Dura – 32S/32Q/16D                  | Bobby Reynolds 6–1, 6–3                                              | Michael McClune                      |
| 12 de septiembre | USTA Challenger of Oklahoma Tulsa, Estados Unidos Serie regular € 50,000 – Dura – 32S/32Q/16D                  | David Martin Bobby Reynolds 6–4, 6–2                                 | Sam Querrey Chris Wettengel          |
| 12 de septiembre | BH Tennis Open International Cup Belo Horizonte, Brasil Serie regular € 35,000+H – Tierra batida – 32S/32Q/16D | Júlio Silva 6–4, 6–4                                                 | Gastão Elias                         |
| 12 de septiembre | BH Tennis Open International Cup Belo Horizonte, Brasil Serie regular € 35,000+H – Tierra batida – 32S/32Q/16D | Guido Andreozzi Eduardo Schwank 6–2, 6–4                             | Ricardo Hocevar Christian Lindell    |
| 12 de septiembre | Ningbo Challenger Ningbo, China Serie regular € 35,000+H – Dura – 32S/32Q/16D                                  | Lu Yen-hsun 6–2, 3–6, 6–1                                            | Jürgen Zopp                          |
| 12 de septiembre | Ningbo Challenger Ningbo, China Serie regular € 35,000+H – Dura – 32S/32Q/16D                                  | Karan Rastogi Divij Sharan 3–6, 7–6(7–3), [13–11]                    | Jan Hernych Jürgen Zopp              |
| 12 de septiembre | Internazionali di Tennis dell'Umbria Todi, Italia Serie regular € 30,000+H – Tierra batida – 32S/32Q/16D       | Carlos Berlocq 6–3, 6–1                                              | Filippo Volandri                     |
| 12 de septiembre | Internazionali di Tennis dell'Umbria Todi, Italia Serie regular € 30,000+H – Tierra batida – 32S/32Q/16D       | Stefano Ianni Luca Vanni 6–4, 1–6, [11–9]                            | Martin Fischer Alessandro Motti      |
| 19 de septiembre | Tashkent Challenger Tashkent, Uzbekistán Serie regular € 125,000+H – Dura – 32S/32Q/16D                        | Denis Istomin 6–4, 6–3                                               | Jürgen Zopp                          |
| 19 de septiembre | Tashkent Challenger Tashkent, Uzbekistán Serie regular € 125,000+H – Dura – 32S/32Q/16D                        | Harri Heliövaara Denys Molchanov 7–6(7–5), 7–6(7–3)                  | John Paul Fruttero Raven Klaasen     |
| 19 de septiembre | Seguros Bolívar Open Cali Cali, Colombia Serie regular € 75,000 – Tierra batida – 32S/32Q/16D                  | Alejandro Falla 6–4, 6–3                                             | Eduardo Schwank                      |
| 19 de septiembre | Seguros Bolívar Open Cali Cali, Colombia Serie regular € 75,000 – Tierra batida – 32S/32Q/16D                  | Juan Sebastián Cabal Robert Farah 7–5, 6–2                           | Facundo Bagnis Eduardo Schwank       |
| 19 de septiembre | Türk Telecom İzmir Cup İzmir, Turquía Serie regular € 64,000+H – Dura – 32S/32Q/16D                            | Lukáš Lacko 6–4, 6–3                                                 | Marsel İlhan                         |
| 19 de septiembre | Türk Telecom İzmir Cup İzmir, Turquía Serie regular € 64,000+H – Dura – 32S/32Q/16D                            | Travis Rettenmaier Simon Stadler 6–0, 6–2                            | Flavio Cipolla Thomas Fabbiano       |
| 19 de septiembre | ATP Challenger Trophy Trnava, Eslovaquia Serie regular € 64,000 – Tierra batida – 32S/32Q/16D                  | Iñigo Cervantes-Huegun 6–4, 7–6(7–3)                                 | Pavol Červenák                       |
| 19 de septiembre | ATP Challenger Trophy Trnava, Eslovaquia Serie regular € 64,000 – Tierra batida – 32S/32Q/16D                  | Colin Ebelthite Jaroslav Pospíšil 6–3, 6–4                           | Alexander Bury Andrei Vasilevski     |
| 19 de septiembre | BMW Ljubljana Open Ljubljana, Eslovenia Serie regular € 42,500 – Tierra batida – 32S/32Q/16D                   | Paolo Lorenzi 6–2, 6–4                                               | Grega Žemlja                         |
| 19 de septiembre | BMW Ljubljana Open Ljubljana, Eslovenia Serie regular € 42,500 – Tierra batida – 32S/32Q/16D                   | Aljaž Bedene Grega Žemlja 6–3, 6–7(10–12), [12–10]                   | Roberto Bautista-Agut Iván Navarro   |
| 19 de septiembre | Tetra Pak Tennis Cup Campinas, Brasil Serie regular € 35,000+H – Tierra batida – 32S/32Q/16D                   | Máximo González 6–3, 6–2                                             | Caio Zampieri                        |
| 19 de septiembre | Tetra Pak Tennis Cup Campinas, Brasil Serie regular € 35,000+H – Tierra batida – 32S/32Q/16D                   | Marcel Felder Caio Zampieri 7–5, 6–4                                 | Fabricio Neis João Pedro Sorgi       |
| 26 de septiembre | Aguascalientes Open Aguascalientes, México Serie regular € 50,000+H – Tierra batida – 32S/32Q/16D              | Juan Sebastián Cabal 6–4, 7–6(7–3)                                   | Robert Farah                         |
| 26 de septiembre | Aguascalientes Open Aguascalientes, México Serie regular € 50,000+H – Tierra batida – 32S/32Q/16D              | Daniel Garza Santiago González 6–4, 5–7, [11–9]                      | Júlio César ampozano Víctor Estrella |
| 26 de septiembre | Recife Open Internacional de Tenis Recife, Brasil Serie regular € 50,000 – Dura – 32S/32Q/16D                  | Ricardo Mello 7–6(7–5), 6–3                                          | Rogério Dutra da Silva               |
| 26 de septiembre | Recife Open Internacional de Tenis Recife, Brasil Serie regular € 50,000 – Dura – 32S/32Q/16D                  | Guido Andreozzi Marcel Felder 6–3, 6–3                               | Rodrigo Grilli André Miele           |
| 26 de septiembre | Tennislife Cup Nápoles, Italia Serie regular € 42,500+H – Tierra batida – 32S/32Q/16D                          | Leonardo Mayer 6–3, 6–4                                              | Alessandro Giannessi                 |
| 26 de septiembre | Tennislife Cup Nápoles, Italia Serie regular € 42,500+H – Tierra batida – 32S/32Q/16D                          | Yuri Schukin Antonio Veić 6–7(5–7), 7–5, [10–8]                      | Hsieh Cheng-peng Lee Hsin-han        |
| 26 de septiembre | Torneo Omnia Tenis Ciudad Madrid Madrid, España Serie regular € 42,500 – Tierra batida – 32S/32Q/16D           | Jérémy Chardy 6–1, 5–7, 7–6(7–3)                                     | Daniel Gimeno-Traver                 |
| 26 de septiembre | Torneo Omnia Tenis Ciudad Madrid Madrid, España Serie regular € 42,500 – Tierra batida – 32S/32Q/16D           | David Marrero Rubén Ramírez Hidalgo 6–4, 6–7(8–10), [11–9]           | Daniel Gimeno-Traver Morgan Phillips |

## Octubre
| Semana        | Torneo | Campeón                                                     | Finalista                                |
| ------------- | --- | ----------------------------------------------------------- | ---------------------------------------- |
| 3 de octubre  | Ethias Trophy Mons, Bélgica Serie regular € 106,500+H – Dura – 32S/32Q/16D                                                | Andreas Seppi 2–6, 6–3, 7–6(7–4)                            | Julien Benneteau                         |
| 3 de octubre  | Ethias Trophy Mons, Bélgica Serie regular € 106,500+H – Dura – 32S/32Q/16D                                                | Johan Brunström Ken Skupski 7–6(7–4), 6–3                   | Kenny de Schepper Édouard Roger-Vasselin |
| 3 de octubre  | Natomas Men's Professional Tennis Tournament Sacramento, Estados Unidos Serie regular € 100,000 – Dura – 32S/32Q/16D      | Ivo Karlović 6–4, 3–6, 6–4                                  | James Blake                              |
| 3 de octubre  | Natomas Men's Professional Tennis Tournament Sacramento, Estados Unidos Serie regular € 100,000 – Dura – 32S/32Q/16D      | Carsten Ball Chris Guccione 7–6(7–3), 1–6, [10–5]           | Nicholas Monroe Jack Sock                |
| 3 de octubre  | Sicilia Classic Palermo, Italia Serie regular € 42,500+H – Tierra batida – 32S/32Q/16D                                    | Carlos Berlocq 6–1, 6–1                                     | Adrian Ungur                             |
| 3 de octubre  | Sicilia Classic Palermo, Italia Serie regular € 42,500+H – Tierra batida – 32S/32Q/16D                                    | Tomasz Bednarek Mateusz Kowalczyk 6–2, 6–4                  | Alexander Bury Andrei Vasilevski         |
| 10 de octubre | Royal Bank of Scotland Challenger Tiburón, Estados Unidos Serie regular € 100,000 – Hard – 32S/32Q/16D                    | Ivo Karlović 6–7(2–7), 6–1, 6–4                             | Sam Querrey                              |
| 10 de octubre | Royal Bank of Scotland Challenger Tiburón, Estados Unidos Serie regular € 100,000 – Hard – 32S/32Q/16D                    | Carsten Ball Chris Guccione 6–1, 5–7, [10–6]                | Steve Johnson Sam Querrey                |
| 10 de octubre | Open de Rennes Rennes, Francia Serie regular € 64,000+H – Dura – 32S/32Q/16D                                              | Julien Benneteau 6–4, 6–3                                   | Olivier Rochus                           |
| 10 de octubre | Open de Rennes Rennes, Francia Serie regular € 64,000+H – Dura – 32S/32Q/16D                                              | Martin Emmrich Andreas Siljeström 6–4, 6–4                  | Kenny de Schepper Édouard Roger-Vasselin |
| 17 de octubre | Open d'Orléans Orléans, Francia Serie regular € 106,500+H – Dura – 32S/32Q/16D                                            | Michaël Llodra 7–5, 6–1                                     | Arnaud Clément                           |
| 17 de octubre | Open d'Orléans Orléans, Francia Serie regular € 106,500+H – Dura – 32S/32Q/16D                                            | Pierre-Hugues Herbert Nicolas Renavand 7–5, 6–3             | David Škoch Simone Vagnozzi              |
| 17 de octubre | Samsung Securities Cup Seúl, Corea del Sur Serie regular € 100,000+H – Dura – 32S/32Q/16D                                 | Lu Yen-hsun 7–5, 6–3                                        | Jimmy Wang                               |
| 17 de octubre | Samsung Securities Cup Seúl, Corea del Sur Serie regular € 100,000+H – Dura – 32S/32Q/16D                                 | Sanchai Ratiwatana Sonchat Ratiwatana 6–4, 7–6(7–3)         | Purav Raja Divij Sharan                  |
| 17 de octubre | Cerveza Club Premium Open Quito, Ecuador Serie regular € 35,000+H – Tierra batida – 32S/32Q/16D                           | Sebastián Decoud 6–3, 7–6(7–3)                              | Daniel Muñoz-de la Nava                  |
| 17 de octubre | Cerveza Club Premium Open Quito, Ecuador Serie regular € 35,000+H – Tierra batida – 32S/32Q/16D                           | Juan Sebastián Gómez Maciek Sykut 3–6, 7–5, [10–8]          | Andre Begemann Izak van der Merwe        |
| 24 de octubre | BVA Open São José do Rio Preto, Brasil Serie regular € 50,000+H – Tierra batida – 32S/32Q/16D                             | Ricardo Mello 6–4, 6–2                                      | Eduardo Schwank                          |
| 24 de octubre | BVA Open São José do Rio Preto, Brasil Serie regular € 50,000+H – Tierra batida – 32S/32Q/16D                             | Frederico Gil Jaroslav Pospíšil 6–4, 6–4                    | Franco Ferreiro Rubén Ramírez Hidalgo    |
| 31 de octubre | Virginia National Bank Men's Pro Championship Charlottesville, Estados Unidos Serie regular € 50,000 – Dura – 32S/32Q/16D | Izak van der Merwe 4–6, 6–3, 6–4                            | Jesse Levine                             |
| 31 de octubre | Virginia National Bank Men's Pro Championship Charlottesville, Estados Unidos Serie regular € 50,000 – Dura – 32S/32Q/16D | Treat Conrad Huey Dominic Inglot 6–4, 3–6, [10–7]           | John Paul Fruttero Raven Klaasen         |
| 31 de octubre | Seguros Bolívar Open Medellín Medellín, Colombia Serie regular € 50,000+H – Tierra batida – 32S/32Q/16D                   | Víctor Estrella 6–7(2–7), 6–4, 6–4                          | Alejandro Falla                          |
| 31 de octubre | Seguros Bolívar Open Medellín Medellín, Colombia Serie regular € 50,000+H – Tierra batida – 32S/32Q/16D                   | Paul Capdeville Nicolás Massú 6–2, 4–6, [10–8]              | Alessio di Mauro Matteo Viola            |
| 31 de octubre | Bauer Watertechnology Cup Eckental, Alemania Serie regular € 30,000+H – Dura – 32S/32Q/16D                                | Rajeev Ram 6–4, 6–2                                         | Karol Beck                               |
| 31 de octubre | Bauer Watertechnology Cup Eckental, Alemania Serie regular € 30,000+H – Dura – 32S/32Q/16D                                | Andre Begemann Alexander Kudryavtsev 6–3, 3–6, [11–9]       | James Cerretani Adil Shamasdin           |
| 31 de octubre | São Léo Open São Leopoldo, Brasil Serie regular € 35,000+H – Tierra batida – 32S/32Q/16D                                  | Leonardo Mayer 7–5, 7–6(7–1)                                | Nikola Ćirić                             |
| 31 de octubre | São Léo Open São Leopoldo, Brasil Serie regular € 35,000+H – Tierra batida – 32S/32Q/16D                                  | Franco Ferreiro Rubén Ramírez Hidalgo 6–7(4–7), 6–3, [11–9] | Gastão Elias Frederico Gil               |

## Noviembre
| Semana          | Torneo | Campeón                                              | Finalista                          |
| --------------- | --- | ---------------------------------------------------- | ---------------------------------- |
| 7 de noviembre  | Challenger de Buenos Aires Buenos Aires, Argentina Serie regular € 75,000 – Dura – 32S/32Q/16D                                              | Carlos Berlocq 6–1, 7–6(7–3)                         | Gastão Elias                       |
| 7 de noviembre  | Challenger de Buenos Aires Buenos Aires, Argentina Serie regular € 75,000 – Dura – 32S/32Q/16D                                              | Carlos Berlocq Eduardo Schwank 6–7(1–7), 6–4, [10–7] | Marcel Felder Jaroslav Pospíšil    |
| 7 de noviembre  | Internazionali Tennis Val Gardena Südtirol Ortisei, Italia Serie regular € 64,000+H – Dura – 32S/32Q/16D                                    | Rajeev Ram 7–5, 3–6, 7–6(8–6)                        | Jan Hernych                        |
| 7 de noviembre  | Internazionali Tennis Val Gardena Südtirol Ortisei, Italia Serie regular € 64,000+H – Dura – 32S/32Q/16D                                    | Dustin Brown Lovro Zovko 6–4, 7–6(7–4)               | Philipp Petzschner Alexander Waske |
| 7 de noviembre  | Knoxville Challenger Knoxville, Estados Unidos Serie regular € 50,000 – Tierra batida – 32S/32Q/16D                                         | Jesse Levine 6–2, 6–3                                | Brian Baker                        |
| 7 de noviembre  | Knoxville Challenger Knoxville, Estados Unidos Serie regular € 50,000 – Tierra batida – 32S/32Q/16D                                         | Steve Johnson Austin Krajicek 3–6, 6–4, [13–11]      | Adam Hubble Frederik Nielsen       |
| 7 de noviembre  | IPP Trophy Ginebra, Suiza Serie regular € 64,000+H – Dura – 32S/32Q/16D                                                                     | Malek Jaziri 4–6, 6–3, 6–3                           | Mischa Zverev                      |
| 7 de noviembre  | IPP Trophy Ginebra, Suiza Serie regular € 64,000+H – Dura – 32S/32Q/16D                                                                     | Igor Andreev Yevgueni Donskoi 7–6(7–1), 7–6(7–2)     | James Cerretani Adil Shamasdin     |
| 7 de noviembre  | Aegon Pro-Series Loughborough Loughborough, Reino Unido Serie regular € 42,500 – Dura – 32S/32Q/16D                                         | Tobias Kamke 6–2, 7–5                                | Flavio Cipolla                     |
| 7 de noviembre  | Aegon Pro-Series Loughborough Loughborough, Reino Unido Serie regular € 42,500 – Dura – 32S/32Q/16D                                         | Jamie Delgado Jonathan Marray 6–2, 6–2               | Sam Barry Daniel Glancy            |
| 14 de noviembre | ATP Challenger Tour Finals São Paulo, Brasil € 220,000+H – Dura – 8S                                                                        | Cedrik-Marcel Stebe 6–2, 6–4                         | Dudi Sela                          |
| 14 de noviembre | Slovak Open Bratislava, Eslovaquia Serie regular € 85,000+H – Dura – 32S/32Q/16D                                                            | Lukáš Lacko 7–6(9–7), 6–2                            | Ričardas Berankis                  |
| 14 de noviembre | Slovak Open Bratislava, Eslovaquia Serie regular € 85,000+H – Dura – 32S/32Q/16D                                                            | Jan Hájek Lukáš Lacko 7–5, 7–5                       | Lukáš Rosol David Škoch            |
| 14 de noviembre | ATP Salzburg Indoors Salzburgo, Austria Serie regular € 42,500 – Dura – 32S/32Q/16D                                                         | Benoît Paire 6–7(6–8), 6–4, 6–4                      | Grega Žemlja                       |
| 14 de noviembre | ATP Salzburg Indoors Salzburgo, Austria Serie regular € 42,500 – Dura – 32S/32Q/16D                                                         | Martin Fischer Philipp Oswald 6–3, 3–6, [14–12]      | Alexander Waske Lovro Zovko        |
| 14 de noviembre | JSM Challenger of Champaign–Urbana Champaign, Estados Unidos Serie regular € 50,000 – Dura – 32S/32Q/16D                                    | Alex Kuznetsov 6–1, 6–3                              | Rik de Voest                       |
| 14 de noviembre | JSM Challenger of Champaign–Urbana Champaign, Estados Unidos Serie regular € 50,000 – Dura – 32S/32Q/16D                                    | Rik de Voest Izak van der Merwe 2–6, 6–3, [10–4]     | Martin Emmrich Andreas Siljeström  |
| 14 de noviembre | Copa Petrobras Montevideo Montevideo, Uruguay Serie regular € 50,000 – Tierra batida– 32S/32Q/16D Cuadro de individuales – Cuadro de dobles | Carlos Berlocq 6–2, 7–5                              | Máximo González                    |
| 14 de noviembre | Copa Petrobras Montevideo Montevideo, Uruguay Serie regular € 50,000 – Tierra batida– 32S/32Q/16D Cuadro de individuales – Cuadro de dobles | Nikola Ćirić Goran Tošić 7–6(7–5), 7–6(7–4)          | Marcel Felder Diego Schwartzman    |
| 21 de noviembre | IPP Open Helsinki, Finlandia Serie regular € 106,500+H – Dura – 32S/32Q/16D                                                                 | Daniel Brands 7–6(7–2), 7–6(7–5)                     | Matthias Bachinger                 |
| 21 de noviembre | IPP Open Helsinki, Finlandia Serie regular € 106,500+H – Dura – 32S/32Q/16D                                                                 | Martin Emmrich Andreas Siljeström 6–4, 6–4           | James Cerretani Michal Mertiňák    |
| 21 de noviembre | Challenger Ciudad de Guayaquil Guayaquil, Ecuador Serie regular € 50,000+H – Tierra batida – 32S/32Q/16D                                    | Matteo Viola 6–4, 6–1                                | Guido Pella                        |
| 21 de noviembre | Challenger Ciudad de Guayaquil Guayaquil, Ecuador Serie regular € 50,000+H – Tierra batida – 32S/32Q/16D                                    | Júlio César Campozano Roberto Quiroz 6–4, 6–1        | Marcel Felder Rodrigo Grilli       |
| 21 de noviembre | Dunlop World Challenge Toyota, Japón Serie regular € 35,000+H – Dura – 32S/32Q/16D                                                          | Tatsuma Ito 6–4, 6–2                                 | Sebastian Rieschick                |
| 21 de noviembre | Dunlop World Challenge Toyota, Japón Serie regular € 35,000+H – Dura – 32S/32Q/16D                                                          | Hiroki Kondo Yi Chu-huan 6–4, 6–1                    | Gao Peng Gao Wan                   |